# Stadion im. Edwarda Jancarza w Gorzowie Wielkopolskim
Stadion żużlowy w Gorzowie Wielkopolskim, Stadion żużlowy im. Edwarda Jancarza w Gorzowie Wielkopolskim, Stadion im. Edwarda Jancarza w Gorzowie Wielkopolskim, właśc. Stadion GBS Gorzów im. Edwarda Jancarza – stadion żużlowy znajdujący się w gorzowskiej dzielnicy Zawarcie przy ul. Kwiatowej 55, między ulicami: Śląską i Jasną.
3 sierpnia 1997 roku przy okazji rozgrywania 5. edycji memoriału – stadion nazwano imieniem Edwarda Jancarza. Tablica została wmurowana przed wjazdem na parking klubowy od ul. Kwiatowej.
Stanowi własność miasta Gorzów Wielkopolski. Od 2005 roku jest dzierżawiony przez spółkę Stal Gorzów Wielkopolski SA. 18 kwietnia 2025 roku po raz pierwszy w historii stadion ma sponsora tytularnego, a został nim bank spółdzielczy GBS Gorzów.

## Historia
Stadion jest bardzo charakterystycznym obiektem w Gorzowie Wielkopolskim. Powstał na terenie byłego wysypiska śmieci i od ponad 70 lat znajduje się w jednym miejscu. Inicjatorem budowy stadionu był mechanik klubowy Cieślicki, a pracami kierował Konstanty Sapkowski. Początkowo rozgrywano na nim mecze piłki nożnej piłkarskiej sekcji Klubu Sportowego Stali Gorzów Wielkopolski. Otwarcie stadionu jako żużlowego nastąpiło 22 lipca 1951 roku. Prace przy budowie prowadzone były w ramach czynu społecznego. Pierwszymi zawodami przeprowadzonymi na obiekcie był turniej o „Stalowy But”. Początkowo tor miał długość 395 m. i nie wyglądał zbyt dobrze, jednak w 1951 roku był już równy i szeroki. W tamtym sezonie jeden z groźniejszych wypadków zanotował zawodnik Unii Leszno – Kazimierz Bentke, który wyleciał z motoru, przeleciał kilkanaście metrów nad widownią i wylądował na zwałach ziemi okalającej tor. Wtedy nie było jeszcze żadnej bandy wokół toru. Zbudowana została po tym sezonie.
W 1954 roku powstał Społeczny Komitet Budowy Stadionu, któremu początkowo przewodniczył Wiesław Bartmański, a następnie przez wiele lat Aleksander Dzilne. Z pomocą Zakładów Mechanicznych „Gorzów” oraz Prezydium Miejskiej Rady Narodowej zaczęto budować nowoczesny stadion. W latach 1957–1964 wybudowano dwa parkingi, garaż klubowy z wieloma urządzeniami, bandę w stylu angielskim i ogrodzenie oraz skrócono tor do 352 m. W 1961 roku rozegrano pierwsze zawody przy sztucznym oświetleniu. Kolejne prace modernizacyjne miały miejsce w 1981 roku. Polegały one na wydłużeniu toru do 360 m. Żużlowcy „Stali” rozgrywali wtedy swoje mecze na Stadionie Olimpii w Poznaniu.
Kolejna przebudowa stadionu miała miejsce w 2000 roku przed finałem indywidualnych mistrzostw świata juniorów. Wcześniej obiekt stał się własnością ówczesnego prezesa klubu – Lesa Gondora. Wymieniono wtedy bandę okalającą tor, skrócono tor do 329 m, zbudowano nową wieżyczkę sędziowską i zainstalowano tablicę świetlną na drugim łuku. W 2003 roku został ponownie skomunalizowany. W latach 2007–2011 zaprojektowano i zrealizowano gruntowną przebudowę całego stadionu. Nowy obiekt został zaprojektowany przez biuro architektoniczne "Romankiewicz+Heck Inwestycje" z Gorzowa Wlkp. (architekt Michał Heck). Projekt konstrukcji stadionu został opracowany przez biuro "Budkomeks" z Poznania (konstruktor Jacek Tasarek). W latach 2007–2008 wykonano żelbetowe trybuny na istniejących nasypach ziemnych, wymieniono wszystkie drewniane ławki na plastikowe krzesełka, zainstalowano sztuczne oświetlenie, monitoring i nagłośnienie oraz wybudowano zadaszoną, piętrową trybunę na 4134 miejsca od strony wschodniej. Całkowita pojemność stadionu wynosiła wówczas 11 115 miejsc. Zakończenie ostatniego etapu przebudowy nastąpiło w latach 2010–2011, kiedy to dobudowano piętrowe trybuny na łukach i zadaszono resztę trybun. Wykonano wówczas, wzdłuż prostej startowej, budynek mieszczący loże VIP. Przeniesiono oświetlenie na dach oraz zwiększona została pojemność stadionu do 15 024 miejsc.
Bryła stadionu to owal o obwodzie 560 m, wrysowany w prostokąt o długości 206 m, szerokości 126 m i wysokości 18 m (bez masztów). Najwyżej położone krzesełko umiejscowione jest na wysokości 13 m, w odległości do krawędzi toru na 25 m.
Na stadionie jest 20 bramek wejściowych. 13 kołowrotków jest przy wejściu głównym od strony ul. Śląskiej. Do tego wejście dla VIP-ów od ul. Kwiatowej, dwa przy nowym parkingu oraz cztery bramki od ul. Jasnej. Przy każdej bramce jest kamera monitoringu. W sumie na całym stadionie kamer jest 49, w tym dziewięć o dużym zbliżeniu. System obejmuje każdy segment stadionu, rejestruje obraz i dźwięk. Na trybunach znajdują się dwa telebimy o wymiarach 5 x 9 m. Stadion posiada nowoczesne oświetlenie: 115 lamp daje 1300 luksów na torze, a 1700 luksów na prostej startowej. Tor żużlowy okala nowoczesna banda złożona ze 170 płyt sklejki powlekanej wodoodporną żywicą.
Przed stadionem znajduje się stojące na sześciu kolumnach wejście. Jest wysokie na 9 m, posiada cztery maszty flagowe oraz napis: Stadion im. Edwarda Jancarza. Obiekt zyskał też nowe ogrodzenie. Wysokie na ponad 3 m, ze wzmocnionej blachy falistej, w biało-żółto-stalowej kolorystyce.

### Trybuny
Na trybunach gorzowskiego stadionu w 68 sektorach może usiąść dokładnie 15 024 widzów (na trybunie wysokiej – 7 349, na trybunie niskiej 7 444 miejsca). Dla kibiców gości przeznaczono 1550 miejsc siedzących na obu piętrach przy wyjeździe z drugiego łuku (658 osób zmieści się na górze). Dla VIP-ów przeznaczono 231 miejsc na specjalnej trybunie i 36 miejsc z dostępem do bezprzewodowego internetu przy specjalnych stolikach dla dziennikarzy. Gdy będzie taka potrzeba, obiekt pomieści 2 tys. fanów więcej (miejsca stojące).
Kolorystyka krzesełek na stadionie odpowiada kolorom klubowym Stali Gorzów Wielkopolski. Dolny poziom trybun to wymieszanie dwóch kolorów: żółtego i niebieskiego, zaś górna trybuna jest żółta. Na prostej przeciwległej do startu znajdują się – na trybunie dolnej żółty napis STAL, a na górnej niebieski GORZÓW.

## Rekordy gorzowskiego toru

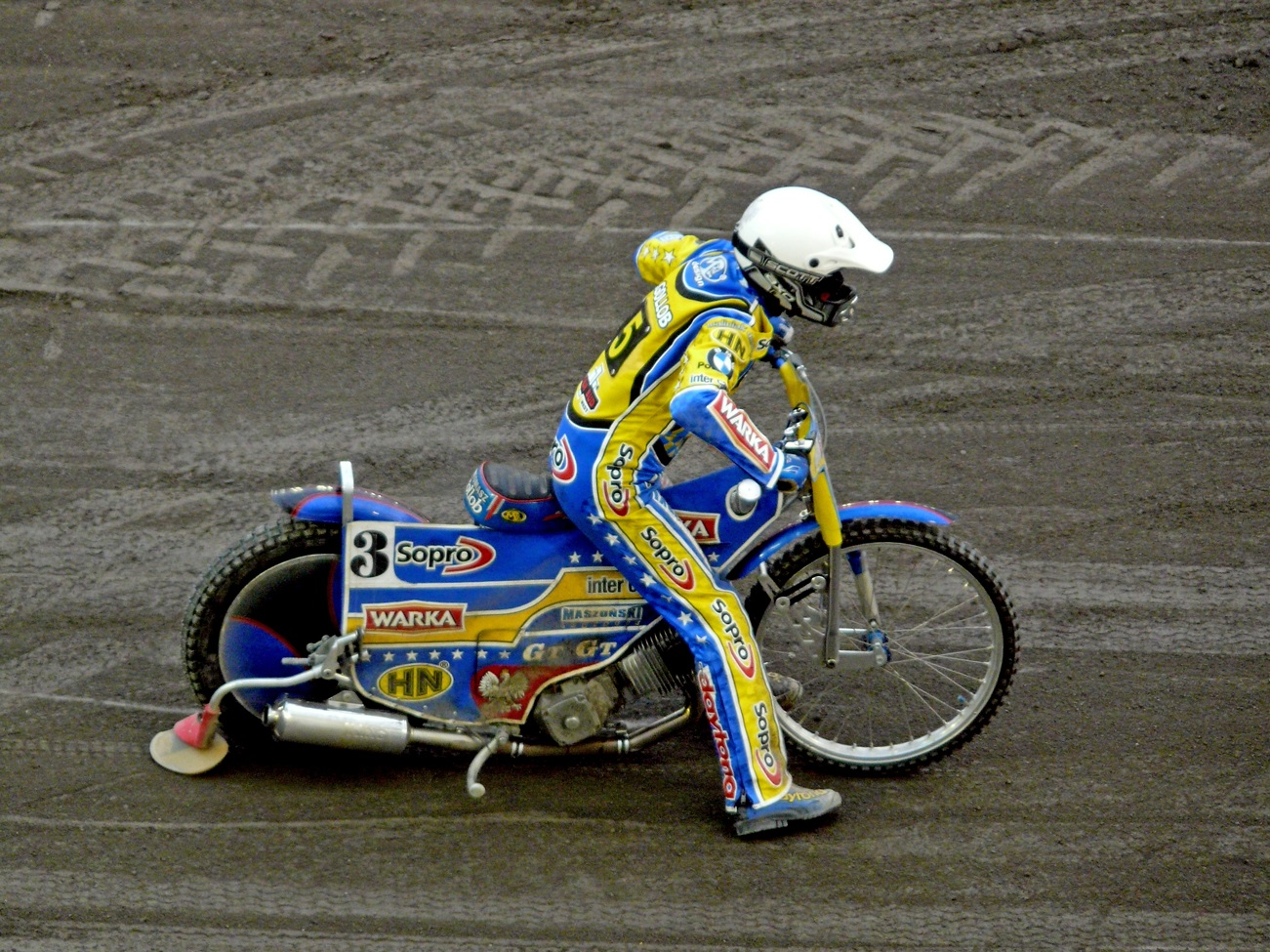
T. Gollob najczęściej ustanawiał rekord gorzowskiego toru – 8-krotnie

| Lista rekordzistów gorzowskiego toru | Lista rekordzistów gorzowskiego toru | Lista rekordzistów gorzowskiego toru | Lista rekordzistów gorzowskiego toru | Lista rekordzistów gorzowskiego toru | Lista rekordzistów gorzowskiego toru |
| Lp.                                  | Czas (w sek.)                        | Imię i nazwisko                      | Narodowość                           | Drużyna/Reprezentacja                | Data                                 |
| Rekordy na torze o długości 395 m.   | Rekordy na torze o długości 395 m.   | Rekordy na torze o długości 395 m.   | Rekordy na torze o długości 395 m.   | Rekordy na torze o długości 395 m.   | Rekordy na torze o długości 395 m.   |
| ------------------------------------ | ------------------------------------ | ------------------------------------ | ------------------------------------ | ------------------------------------ | ------------------------------------ |
| 1                                    | 85,1                                 | Paweł Waloszek                       | Polska                               | Stal Świętochłowice                  | 3 października 1954                  |
| 2                                    | 85,0                                 | Tadeusz Stercel                      | Polska                               | Stal Gorzów Wielkopolski             | 3 października 1954                  |
| 3                                    | 84,4                                 | Kazimierz Wiśniewski                 | Polska                               | Stal Gorzów Wielkopolski             | 29 maja 1955                         |
| 4                                    | 79,3                                 | Włodzimierz Szwendrowski             | Polska                               | Sparta Łódź                          | 12 czerwca 1955                      |
| 5                                    | 78,6                                 | Marian Kaiser                        | Polska                               | Legia Warszawa                       | 10 listopada 1957                    |
| 6                                    | 78,2                                 | Joachim Maj                          | Polska                               | Górnik Rybnik                        | 10 lipca 1960                        |
| 7                                    | 77,3                                 | Marian Kaiser                        | Polska                               | Legia Warszawa                       | 5 sierpnia 1962                      |
| 8                                    | 76,5                                 | Wiktor Trofimow                      | ZSRR                                 | ZSRR                                 | 11 października 1964                 |
| 9                                    | 76,4                                 | Andrzej Pogorzelski                  | Polska                               | Stal Gorzów Wielkopolski             | 18 października 1964                 |
| 10                                   | 76,4                                 | Igor Plechanow                       | ZSRR                                 | ZSRR                                 | 20 czerwca 1965                      |
| 11                                   | 76,4                                 | Jerzy Padewski                       | Polska                               | Stal Gorzów Wielkopolski             | 22 lipca 1968                        |
| Rekordy na torze o długości 352,3 m. |                                      |                                      |                                      |                                      |                                      |
| 12                                   | 73,3                                 | Andrzej Pogorzelski                  | Polska                               | Stal Gorzów Wielkopolski             | 18 maja 1969                         |
| 13                                   | 73,0                                 | Jerzy Padewski                       | Polska                               | Stal Gorzów Wielkopolski             | 31 sierpnia 1969                     |
| 14                                   | 73,0                                 | Edward Jancarz                       | Polska                               | Stal Gorzów Wielkopolski             | 2 maja 1971                          |
| 15                                   | 72,4                                 | Zbigniew Marcinkowski                | Polska                               | Polska                               | 25 maja 1971                         |
| 16                                   | 72,3                                 | Ryszard Dziatkowiak                  | Polska                               | Stal Gorzów Wielkopolski             | 22 lipca 1971                        |
| 17                                   | 71,6                                 | Zenon Plech                          | Polska                               | Stal Gorzów Wielkopolski             | 5 kwietnia 1973                      |
| 18                                   | 71,3                                 | Zenon Plech                          | Polska                               | Stal Gorzów Wielkopolski             | 15 kwietnia 1973                     |
| 19                                   | 71,3                                 | Edward Jancarz                       | Polska                               | Stal Gorzów Wielkopolski             | 3 czerwca 1973                       |
| 20                                   | 70,7                                 | Zenon Plech                          | Polska                               | Stal Gorzów Wielkopolski             | 3 czerwca 1973                       |
| 21                                   | 69,1                                 | Zenon Plech                          | Polska                               | Stal Gorzów Wielkopolski             | 29 września 1974                     |
| 22                                   | 69,0                                 | Jerzy Rembas                         | Polska                               | Stal Gorzów Wielkopolski             | 22 maja 1977                         |
| 23                                   | 68,9                                 | Jerzy Rembas                         | Polska                               | Stal Gorzów Wielkopolski             | 1 maja 1979                          |
| Rekordy na torze o długości 360 m.   |                                      |                                      |                                      |                                      |                                      |
| 24                                   | 70,2                                 | Edward Jancarz                       | Polska                               | Stal Gorzów Wielkopolski             | 25 kwietnia 1982                     |
| 25                                   | 69,6                                 | Mieczysław Woźniak                   | Polska                               | Stal Gorzów Wielkopolski             | 4 lipca 1982                         |
| 26                                   | 68,8                                 | Bogusław Nowak                       | Polska                               | Stal Gorzów Wielkopolski             | 12 września 1982                     |
| 27                                   | 68,4                                 | Edward Jancarz                       | Polska                               | Stal Gorzów Wielkopolski             | 17 lipca 1983                        |
| 28                                   | 68,3                                 | Eugeniusz Błaszak                    | Polska                               | Start Gniezno                        | 2 czerwca 1984                       |
| 29                                   | 68,1                                 | Edward Jancarz                       | Polska                               | Stal Gorzów Wielkopolski             | 5 sierpnia 1984                      |
| 30                                   | 66,9                                 | Jerzy Rembas                         | Polska                               | Stal Gorzów Wielkopolski             | 16 września 1984                     |
| 31                                   | 66,9                                 | Peter Würtele                        | RFN                                  | RFN                                  | 22 czerwca 1985                      |
| 32                                   | 65,3                                 | Klaus Lausch                         | RFN                                  | RFN                                  | 22 czerwca 1985                      |
| 33                                   | 65,2                                 | Piotr Świst                          | Polska                               | Stal Gorzów Wielkopolski             | 13 kwietnia 1990                     |
| 34                                   | 64,77                                | Bohumil Brhel                        | Czechosłowacja                       | Stal Gorzów Wielkopolski             | 13 września 1992                     |
| 35                                   | 64,01                                | Bohumil Brhel                        | Czechosłowacja                       | Stal Gorzów Wielkopolski             | 13 września 1992                     |
| 36                                   | 63,57                                | Piotr Świst                          | Polska                               | Stal Gorzów Wielkopolski             | 4 kwietnia 1993                      |
| 37                                   | 63,50                                | Jason Crump                          | Australia                            | Stal Gorzów Wielkopolski             | 10 października 1996                 |
| 38                                   | 63,49                                | Tony Rickardsson                     | Szwecja                              | Szwecja                              | 3 sierpnia 1997                      |
| 39                                   | 63,16                                | Tony Rickardsson                     | Szwecja                              | Stal Gorzów Wielkopolski             | 6 września 1998                      |
| Rekordy na torze o długości 329 m.   |                                      |                                      |                                      |                                      |                                      |
| 40                                   | 62,88                                | Leigh Adams                          | Australia                            | King’s Lynn Stars                    | 19 marca 2000                        |
| 41                                   | 62,59                                | Rafał Okoniewski                     | Polska                               | Stal Gorzów Wielkopolski             | 9 kwietnia 2000                      |
| 42                                   | 62,25                                | Jarosław Hampel                      | Polska                               | Polska                               | 27 sierpnia 2000                     |
| 43                                   | 62,23                                | Rafał Okoniewski                     | Polska                               | Stal Gorzów Wielkopolski             | 22 kwietnia 2001                     |
| 44                                   | 61,44                                | Jesper Bruun Monberg                 | Dania                                | Stal Gorzów Wielkopolski             | 20 maja 2007                         |
| 45                                   | 61,16                                | Tomasz Gollob                        | Polska                               | Stal Gorzów Wielkopolski             | 4 maja 2008                          |
| 46                                   | 61,08                                | Tomasz Gollob                        | Polska                               | Stal Gorzów Wielkopolski             | 13 kwietnia 2009                     |
| 47                                   | 60,60                                | Grzegorz Zengota                     | Polska                               | Polska                               | 21 kwietnia 2009                     |
| 48                                   | 60,34                                | Jarosław Hampel                      | Polska                               | Unia Leszno                          | 9 sierpnia 2009                      |
| 49                                   | 60,28                                | Tomasz Gollob                        | Polska                               | Stal Gorzów Wielkopolski             | 27 czerwca 2010                      |
| 50                                   | 60,28                                | Nicki Pedersen                       | Dania                                | Stal Gorzów Wielkopolski             | 27 czerwca 2010                      |
| 51                                   | 60,17                                | Tomasz Gollob                        | Polska                               | Stal Gorzów Wielkopolski             | 27 czerwca 2010                      |
| 52                                   | 60,12                                | Tomasz Gollob                        | Polska                               | Stal Gorzów Wielkopolski             | 4 lipca 2010                         |
| 53                                   | 60,04                                | Tomasz Gollob                        | Polska                               | Stal Gorzów Wielkopolski             | 18 lipca 2010                        |
| 54                                   | 60,01                                | Tomasz Gollob                        | Polska                               | Stal Gorzów Wielkopolski             | 18 lipca 2010                        |
| 55                                   | 59,90                                | Tomasz Gollob                        | Polska                               | Stal Gorzów Wielkopolski             | 18 lipca 2010                        |
| 56                                   | 59,82                                | Kenneth Bjerre                       | Dania                                | Sparta Wrocław                       | 12 czerwca 2011                      |
| 57                                   | 59,71                                | Niels-Kristian Iversen               | Dania                                | Stal Gorzów Wielkopolski             | 11 września 2011                     |
| 58                                   | 59,65                                | Niels-Kristian Iversen               | Dania                                | Stal Gorzów Wielkopolski             | 25 września 2011                     |
| 59                                   | 58,94                                | Patryk Dudek                         | Polska                               | Falubaz Zielona Góra                 | 13 maja 2012                         |
| 60                                   | 58,43                                | Michael Jepsen Jensen                | Dania                                | Stal Gorzów Wielkopolski             | 13 maja 2012                         |
| 61                                   | 58,31                                | Matej Žagar                          | Słowenia                             | Stal Gorzów Wielkopolski             | 13 maja 2012                         |
| 62                                   | 58,00                                | Niels-Kristian Iversen               | Dania                                | Stal Gorzów Wielkopolski             | 13 maja 2012                         |
| 63                                   | 57,84                                | Mateusz Cierniak                     | Polska                               | Polska                               | 23 czerwca 2023                      |

## Rozgrywane imprezy

### Krajowe
| Lp. | Rodzaj rozgrywek                             | Data                 |
| --- | -------------------------------------------- | -------------------- |
| 1   | Indywidualne mistrzostwa Polski              | 27 września 1970     |
| 2   | Indywidualne mistrzostwa Polski              | 29 września 1974     |
| 3   | Indywidualne mistrzostwa Polski              | 22 lipca 1976        |
| 4   | Indywidualne mistrzostwa Polski              | 22 lipca 1977        |
| 5   | Indywidualne mistrzostwa Polski              | 22 lipca 1978        |
| 6   | Indywidualne mistrzostwa Polski              | 22 lipca 1979        |
| 7   | Mistrzostwa Polski par klubowych             | 21 sierpnia 1982     |
| 8   | Indywidualne mistrzostwa Polski              | 16 września 1984     |
| 9   | Indywidualne mistrzostwa Polski              | 15 września 1985     |
| 10  | Młodzieżowe indywidualne mistrzostwa Polski  | 6 sierpnia 1987      |
| 11  | Młodzieżowe drużynowe mistrzostwa Polski     | 12 sierpnia 1987     |
| 12  | Młodzieżowe mistrzostwa Polski par klubowych | 1 sierpnia 1991      |
| 13  | Mistrzostwa Polski par klubowych             | 19 maja 1992         |
| 14  | Srebrny Kask                                 | 25 sierpnia 1994     |
| 15  | Młodzieżowe drużynowe mistrzostwa Polski     | 12 września 1995     |
| 16  | Mistrzostwa Polski par klubowych             | 11 lipca 1998        |
| 17  | Młodzieżowe indywidualne mistrzostwa Polski  | 20 lipca 2000        |
| 18  | Brązowy Kask                                 | 6 września 2001      |
| 19  | Młodzieżowe mistrzostwa Polski par klubowych | 26 maja 2005         |
| 20  | Brązowy Kask                                 | 27 września 2007     |
| 21  | Młodzieżowe mistrzostwa Polski par klubowych | 17 sierpnia 2008     |
| 22  | Młodzieżowe mistrzostwa Polski par klubowych | 12 czerwca 2010      |
| 23  | Indywidualne mistrzostwa ligi juniorów       | 23 września 2010     |
| 24  | Młodzieżowe indywidualne mistrzostwa Polski  | 2 września 2011      |
| 25  | Złoty Kask                                   | 5 maja 2012          |
| 26  | Mistrzostwa Polski par klubowych             | 30 sierpnia 2013     |
| 27  | Młodzieżowe indywidualne mistrzostwa Polski  | 13 września 2014     |
| 28  | Mistrzostwa Polski par klubowych             | 19 października 2014 |
| 29  | Indywidualne mistrzostwa Polski              | 5 lipca 2015         |
| 30  | Młodzieżowe mistrzostwa Polski par klubowych | 26 września 2015     |
| 31  | Indywidualne mistrzostwa Polski              | 2 lipca 2017         |
| 32  | Młodzieżowe mistrzostwa Polski par klubowych | 20 sierpnia 2018     |
| 33  | Drużynowe mistrzostwa Polski juniorów        | 20 września 2018     |
| 34  | Młodzieżowe mistrzostwa Polski par klubowych | 17 sierpnia 2019     |
| 35  | Brązowy Kask                                 | 3 maja 2023          |

### Międzynarodowe
| Lp. | Rodzaj rozgrywek                                            | Data                 |
| --- | ----------------------------------------------------------- | -------------------- |
| 1   | mecz towarzyski Polska-ZSRR                                 | 11 października 1964 |
| 2   | mecz towarzyski Polska-Wielka Brytania                      | 21 lipca 1966        |
| 3   | mecz towarzyski Polska-Szwecja                              | 13 października 1966 |
| 4   | mecz towarzyski Polska-ZSRR                                 | 15 października 1967 |
| 5   | mecz towarzyski Polska-ZSRR                                 | 10 października 1968 |
| 6   | mecz towarzyski Polska-Wielka Brytania                      | 25 maja 1971         |
| 7   | półfinał kontynentalny indywidualnych mistrzostwa świata    | 6 czerwca 1971       |
| 8   | ćwierćfinał kontynentalny indywidualnych mistrzostwa świata | 21 maja 1972         |
| 9   | mecz towarzyski Polska-ZSRR                                 | 8 października 1972  |
| 10  | mecz towarzyski Polska-Szwecja                              | 17 października 1972 |
| 11  | mecz towarzyski Polska-Wielka Brytania                      | 17 czerwca 1973      |
| 12  | mecz towarzyski Polska-ZSRR                                 | 1 października 1974  |
| 13  | mecz towarzyski Polska-Wielka Brytania                      | 8 czerwca 1975       |
| 14  | mecz towarzyski Polska-ZSRR                                 | 2 października 1975  |
| 15  | półfinał kontynentalny indywidualnych mistrzostwa świata    | 29 maja 1977         |
| 16  | mecz towarzyski Polska-ZSRR                                 | 27 września 1977     |
| 17  | półfinał indywidualnych mistrzostw Europy juniorów          | 30 czerwca 1984      |
| 18  | półfinał drużynowych mistrzostw świata                      | 22 czerwca 1985      |
| 19  | mecz towarzyski Polska-Szwecja                              | 9 kwietnia 1986      |
| 20  | półfinał indywidualnych mistrzostw świata juniorów          | 11 czerwca 1988      |
| 21  | mecz towarzyski Polska-Czechosłowacja                       | 6 lipca 1988         |
| 22  | mecz towarzyski Polska-Dania                                | 13 kwietnia 1989     |
| 23  | grupa B drużynowych mistrzostw świata                       | 14 lipca 1990        |
| 24  | ćwierćfinał kontynentalny indywidualnych mistrzostwa świata | 23 maja 1993         |
| 25  | finał indywidualnych mistrzostw świata juniorów             | 27 sierpnia 2000     |
| 26  | finał drużynowych mistrzostw świata juniorów                | 5 września 2009      |
| 27  | półfinał Drużynowego Pucharu Świata                         | 25 lipca 2010        |
| 28  | baraż Drużynowego Pucharu Świata                            | 14 lipca 2011        |
| 29  | finał Drużynowego Pucharu Świata                            | 16 lipca 2011        |
| 30  | Grand Prix                                                  | 8 października 2011  |
| 31  | mecz towarzyski Polska-Reszta świata                        | 14 kwietnia 2012     |
| 32  | Grand Prix                                                  | 23 czerwca 2012      |
| 33  | Grand Prix                                                  | 15 czerwca 2013      |
| 34  | Grand Prix                                                  | 30 czerwca 2014      |
| 35  | Puchar MACEC                                                | 5 lipca 2015         |
| 36  | Grand Prix                                                  | 29 sierpnia 2015     |
| 37  | Grand Prix                                                  | 27 sierpnia 2016     |
| 38  | Grand Prix                                                  | 26 sierpnia 2017     |
| 39  | Grand Prix                                                  | 25 sierpnia 2018     |
| 40  | Grand Prix                                                  | 11 września 2020     |
| 41  | Grand Prix                                                  | 12 września 2020     |
| 42  | Grand Prix                                                  | 25 czerwca 2022      |
| 43  | Grand Prix 2                                                | 23 czerwca 2023      |
| 44  | Grand Prix                                                  | 24 czerwca 2023      |
| 45  | Grand Prix                                                  | 29 czerwca 2024      |

## Aleja Sław Stali Gorzów
Od roku 2014 na koronie stadionu, na szlaku komunikacyjnym na prostej przeciwległej do startu umieszczane są tablice z brązu – z odciśniętymi dłoniami żużlowców, którzy mieli znaczący wpływ na tworzenie historii klubu. Pierwsza tablica została odsłonięta 26 sierpnia 2014 roku i upamiętnia Tomasza Golloba. Swoje tablice mają również: Zenon Plech (2014), Mieczysław Cichocki (2014), Jerzy Rembas (2015), Bogusław Nowak (2015), Jerzy Padewski (2015), Andrzej Pogorzelski (2015), Mieczysław Woźniak (2016), Piotr Świst (2016) i Ryszard Fabiszewski (2017).